# Coupe de la Ligue portugaise de football 2018-2019
Navigation
Coupe de la Ligue 2017-2018 Coupe de la Ligue 2019-2020
La Coupe de la ligue portugaise de football 2018-2019 (pt : Taça da liga), est la douzième édition de la coupe de la Ligue portugaise de football. Les 18 équipes de première division et 14 équipes (18 moins les quatre équipes réserves) de deuxième division participent à cette compétition soit 32 équipes.

## Déroulement de la compétition

### Calendrier
| Tour | Nom            | Date                                                                                         | Participants    |
| 1    | Premier tour   | 21 et 22 juillet 2018                                                                        | 11              |
| 2    | Deuxième tour  | 28 et 29 juillet, 5 et 6 août 2018                                                           | 23              |
| 3    | Troisième tour | 14, 15, 16 et 17 septembre, 13, 30 et 31 octobre, 18 novembre, 5, 28, 29 et 30 décembre 2018 | 16 (12+4 de PL) |
| 4    | Demi-finales   | 22 et 23 janvier 2019                                                                        | 4               |
| 5    | Finale         | 26 janvier 2018                                                                              | 2               |

### Participants
- Entre parenthèses, figure le classement de la saison dernière

| Clubs de Primera Liga (18)   | Clubs de LigaPro (14)      |
| arrivent au 3e tour          | arrive au 2e tour          |
| ---------------------------- | -------------------------- |
| Porto (1er PL)               | Paços de Ferreira (17e PL) |
| Benfica (2e PL)              | Estoril-Praia (18e PL)     |
| Sporting CP (3e PL)          | Académico Viseu (3e LP)    |
| Sp. Braga (4e PL)            | UD Oliveirense (12e LP)    |
| Vitória de Setúbal (14e PL)  | arrivent au 1er tour       |
| arrivent au 2e tour          | Académica (4e LP)          |
| Rio Ave (5e PL)              | Penafiel (5e LP)           |
| GD Chaves (6e PL)            | Arouca (6e PL)             |
| Marítimo (7e PL)             | Leixões (8e LP)            |
| Boavista (8e PL)             | Cova da Piedade (9e LP)    |
| V. Guimarães (9e PL)         | Varzim (10e LP)            |
| Portimonense (10e PL)        | Famalicão (14e LP)         |
| Tondela (11e PL)             | Covilhã (15e LP)           |
| Belenenses (12e PL)          | Mafra (1er CP)             |
| Desportivo das Aves (13e PL) | Farense (2e CP)            |
| Moreirense (15e PL)          |                            |
| Feirense (16e PL)            |                            |
| Nacional (1er LP)            |                            |
| Santa Clara (2e LP)          |                            |

Légende : (PL) = Primera Liga, (LP) = LigaPro, (CP) = Campeonato de Portugal

## Premier tour

### Format
- Ce premier tour est joué par les équipes de deuxième division (LigaPro) ayant terminé de la 4e à la 16e place la saison précédente, ainsi que les deux promus du Campeonato de Portugal[3].
- Il y a 11 équipes de seconde division. Le nombre d'équipes étant impair, une équipe accèdera au deuxième tour directement[3].
- Il n'y a pas de chapeaux et d'équipes protégées lors de ce tirage au sort.
- Les oppositions se déroulent en seul match sur le terrain du premier nommé.
- En cas d'égalité à la fin du temps réglementaire, il n'y a pas de prolongation et la qualification se joue lors d'une séance de tirs au but.
- Le tirage au sort a lieu le 17 juillet 2018. L'UD Oliveirense accède directement au deuxième tour[4].

### Résultats
| Date       | Club           | Résultat          | Club                 | Rapport |
| ---------- | -------------- | ----------------- | -------------------- | ------- |
| 21 juillet | Mafra (LP)     | 2 - 0             | Covilhã (LP)         | Rapport |
| 21 juillet | Varzim (LP)    | 2 - 0             | Cova da Piedade (LP) | Rapport |
| 21 juillet | Farense (LP)   | 0 - 0 (5 - 4 tab) | Penafiel (LP)        | Rapport |
| 22 juillet | Famalicão (LP) | 1 - 1 (4 - 5 tab) | Arouca (LP)          | Rapport |
| 22 juillet | Académica (LP) | 0 - 0 (3 - 4 tab) | Leixões (LP)         | Rapport |

Légende : (LP) = LigaPro

## Deuxième tour

### Format
- Ce deuxième tour est joué par les équipes de deuxième division (LigaPro) issues du premier tour, l'UD Oliveirense exempté du premier tour, l'Académico Viseu 3e du championnat de LigaPro ainsi que par 14 équipes de Primera Liga (équipes classées de 5e à 18e la saison précédente plus les deux promus)[3].
- Le nombre d'équipes dans cette compétition étant impaire, une équipes accédera au troisième tour directement. C'est le Vitória de Setúbal qui exempt de ce tour[3].
- Il n'y a pas de chapeaux et d'équipes protégées lors de ce tirage au sort.
- Les oppositions se déroulent en seul match sur le terrain du premier nommé.
- En cas d'égalité à la fin du temps réglementaire, il n'y a pas de prolongation et la qualification se joue lors d'une séance de tirs au but.
- Le tirage au sort a lieu le 17 juillet 2018 en même temps que celui du premier tour[4].

### Résultats
| Date       | Club                      | Résultat          | Club                  | Rapport |
| ---------- | ------------------------- | ----------------- | --------------------- | ------- |
| 28 juillet | Desportivo das Aves (PL)  | 2 - 2 (8 - 7 tab) | CD Santa Clara (PL)   | Rapport |
| 28 juillet | Marítimo (PL)             | 3 - 0             | Mafra (LP)            | Rapport |
| 28 juillet | CF Os Belenenses (PL)     | 3 - 1             | UD Oliveirense (LP)   | Rapport |
| 28 juillet | FC Paços de Ferreira (LP) | 3 - 2             | Académico Viseu (LP)  | Rapport |
| 29 juillet | FC Arouca (LP)            | 0 - 0 (3 - 5 tab) | GD Chaves (PL)        | Rapport |
| 29 juillet | Farense (LP)              | 0 - 2             | GD Estoril Praia (LP) | Rapport |
| 29 juillet | Feirense (PL)             | 3 - 2             | Leixões (LP)          | Rapport |
| 29 juillet | Varzim (LP)               | 2 - 0             | Moreirense FC (PL)    | Rapport |
| 29 juillet | Nacional (PL)             | 2 - 1             | Boavista FC (PL)      | Rapport |
| 5 août     | Portimonense SC (PL)      | 0 - 2             | Rio Ave FC (PL)       | Rapport |
| 6 août     | V. Guimarães (PL)         | 0 - 2             | CD Tondela (PL)       | Rapport |

Légende : (PL) = Primera Liga, (LP) = LigaPro

## Troisième tour

### Format
- Ce troisième tour est joué avec les équipes qualifiées du second tour et les quatre premiers de la Primera Liga 2018-2019.
- Ce tour se dispute sous forme de poules de quatre équipes. Deux équipes par poule reçoivent deux fois et se déplacent une fois, les deux autres faisant l'inverse. L'ordre des matchs est le suivant : 
  - Journée 1 : L'équipe 1 reçoit l'équipe 2 et l'équipe 4 reçoit l'équipe 3
  - Journée 2 : L'équipe 1 reçoit l'équipe 4 et l'équipe 3 reçoit l'équipe 2
  - Journée 3 : L'équipe 3 reçoit l'équipe 1 et l'équipe 2 reçoit l'équipe 4.
- Ce tour se dispute sous forme de poules de quatre équipes. Deux équipes par poule reçoivent deux fois et se déplacent une fois, les deux autres faisant l'inverse.
- Les vainqueurs de poules sont qualifiés pour le tour suivant.
- En cas d'égalité, les critères suivants sont utilisés :

1. Différence de buts
2. Nombre de buts marqués
3. Plus petit âge moyen des joueurs utilisés[3].

### Tirage au sort
- Il est effectué le 17 août 2018[5].
- Les équipes sont réparties de la façon suivante : 
  - Dans le pot 1, se trouvent les équipes classées de la 1re à la 4e place lors de la saison précédente de Primera Liga. Ces équipes sont numérotées 1.
  - Dans le pot 2, se trouvent les quatre équipes les mieux classées lors de la saison précédente parmi les équipes restantes. Ces équipes sont numérotées 2.
  - Dans le pot 3, se trouvent les quatre équipes suivantes les mieux classées lors de la saison précédente parmi les équipes restantes. Ces équipes sont numérotées 3.
  - Dans le pot 4, se trouvent les quatre équipes les moins bien classées lors de la saison précédente parmi les équipes restantes. Ces équipes sont numérotées 4[3].

| Pot 1       | Pot 2      | Pot 3               | Pot 4             |
| ----------- | ---------- | ------------------- | ----------------- |
| Porto       | Rio Ave    | CF Os Belenenses    | Paços de Ferreira |
| Benfica     | GD Chaves  | Desportivo das Aves | Estoril-Praia     |
| Sporting CP | Marítimo   | Vitória de Setúbal  | Nacional          |
| Sp. Braga   | CD Tondela | Feirense            | Varzim            |

| Groupe A            | Groupe B           | Groupe C         | Groupe D      |
| ------------------- | ------------------ | ---------------- | ------------- |
| Benfica             | Sp. Braga          | Porto            | Sporting CP   |
| Rio Ave             | CD Tondela         | GD Chaves        | Marítimo      |
| Desportivo das Aves | Vitória de Setúbal | CF Os Belenenses | Feirense      |
| Paços de Ferreira   | Nacional           | Varzim           | Estoril-Praia |

### Groupe A
| Rang | Équipe                   | Pts | J | G | N | P | Bp | Bc | Diff |  | Résultats (▼ dom., ► ext.) | Ben | Ave | Paç | Rio |
| ---- | ------------------------ | --- | - | - | - | - | -- | -- | ---- |  | -------------------------- | --- | --- | --- | --- |
| 1    | Benfica (PL)             | 7   | 3 | 2 | 1 | 0 | 5  | 2  | +3   |  | Benfica                    |     |     | 2-0 | 2-1 |
| 2    | Desportivo das Aves (PL) | 5   | 3 | 1 | 2 | 0 | 4  | 1  | +3   |  | Desportivo                 | 1-1 |     |     | 3-0 |
| 3    | Paços de Ferreira (LP)   | 2   | 3 | 0 | 2 | 1 | 1  | 3  | -2   |  | Paços de Ferreira          |     | 0-0 |     |     |
| 4    | Rio Ave (PL)             | 1   | 3 | 0 | 1 | 2 | 2  | 6  | -4   |  | Rio Ave                    |     |     | 1-1 |     |

Légende : (PL) = Primera Liga, (LP) = LigaPro

### Groupe B
| Rang | Équipe                  | Pts | J | G | N | P | Bp | Bc | Diff |  | Résultats (▼ dom., ► ext.) | Bra | Ton | Vit | Nac |
| ---- | ----------------------- | --- | - | - | - | - | -- | -- | ---- |  | -------------------------- | --- | --- | --- | --- |
| 1    | Sp. Braga (PL)          | 9   | 3 | 3 | 0 | 0 | 11 | 1  | +10  |  | Braga                      |     | 2-1 |     | 5-0 |
| 2    | CD Tondela (PL)         | 6   | 3 | 2 | 0 | 1 | 5  | 4  | +1   |  | Tondela                    |     |     |     | 2-1 |
| 3    | Vitória de Setúbal (PL) | 1   | 3 | 0 | 1 | 2 | 4  | 9  | -5   |  | Setúbal                    | 0-4 | 1-2 |     |     |
| 4    | Nacional (LP)           | 1   | 3 | 0 | 1 | 2 | 4  | 10 | -6   |  | Nacional                   |     |     | 3-3 |     |

Légende : (PL) = Primera Liga, (LP) = LigaPro

### Groupe C
| Rang | Équipe                | Pts | J | G | N | P | Bp | Bc | Diff |  | Résultats (▼ dom., ► ext.) | Por | Cha | Var | Bel |
| ---- | --------------------- | --- | - | - | - | - | -- | -- | ---- |  | -------------------------- | --- | --- | --- | --- |
| 1    | Porto (PL)            | 7   | 3 | 2 | 1 | 0 | 7  | 4  | +3   |  | Porto                      |     | 1-1 | 4-2 |     |
| 2    | GD Chaves (PL)        | 7   | 3 | 2 | 1 | 0 | 5  | 2  | +3   |  | GD Chaves                  |     |     | 3-1 |     |
| 3    | Varzim (LP)           | 3   | 3 | 1 | 0 | 2 | 5  | 8  | -3   |  | Varzim                     |     |     |     | 2-1 |
| 4    | CF Os Belenenses (PL) | 0   | 3 | 0 | 0 | 3 | 2  | 5  | -3   |  | Belenenses                 | 1-2 | 0-1 |     |     |

Légende : (PL) = Primera Liga, (LP) = LigaPro

### Groupe D
| Rang | Équipe             | Pts | J | G | N | P | Bp | Bc | Diff |  | Résultats (▼ dom., ► ext.) | Spo | Est | Fei | Mar |
| ---- | ------------------ | --- | - | - | - | - | -- | -- | ---- |  | -------------------------- | --- | --- | --- | --- |
| 1    | Sporting CP (PL)   | 6   | 3 | 2 | 0 | 1 | 8  | 4  | +4   |  | Sporting                   |     | 1-2 |     | 3-1 |
| 2    | Estoril-Praia (LP) | 6   | 3 | 2 | 0 | 1 | 4  | 3  | +1   |  | Estoril                    |     |     | 1-2 |     |
| 3    | Feirense (PL)      | 6   | 3 | 2 | 0 | 1 | 6  | 7  | -1   |  | Feirense                   | 1-4 |     |     | 3-2 |
| 4    | Marítimo (PL)      | 0   | 3 | 0 | 0 | 3 | 3  | 7  | -4   |  | Marítimo                   |     | 0-1 |     |     |

Légende : (PL) = Primera Liga, (LP) = LigaPro

## Phase finale
- Pour la troisième édition d'affilée, un final four est organisé avec les demi-finales et la finale disputées en quelques jours dans le même stade. Comme la saison dernière, c'est le Stade municipal de Braga qui l’accueille[6].

### Demi-finales

#### Format
- La première demi-finale oppose le vainqueur du Groupe A à celui du Groupe C.
- La deuxième demi-finale oppose le vainqueur du Groupe B à celui du Groupe D[3].
- En cas d'égalité à la fin du temps réglementaire, les deux clubs se départagent lors d'une séance de tirs au but.

#### Résultats
| 22 janvier 2019                         | SL Benfica     | 1 - 3                                                | FC Porto                               | Stade municipal de Braga, Braga                |                                                |
|                                         | Rafa Silva 31e | (1 - 2)                                              | 24e Brahimi · 35e Marega · 86e Andrade | Spectateurs : 22 945 Arbitrage : Carlos Xistra | Spectateurs : 22 945 Arbitrage : Carlos Xistra |
| Seferović 14e · Jardel 33e · Gedson 83e | Rapport        | 13e Telles · 57e Pereira · 71e Felipe · 90+2e Soares |                                        | Spectateurs : 22 945 Arbitrage : Carlos Xistra | Spectateurs : 22 945 Arbitrage : Carlos Xistra |

| 23 janvier 2019                                                          | SC Braga          | 1 - 1                                                                  | Sporting CP | Stade municipal de Braga, Braga                  |                                                  |
|                                                                          | Dyego Sousa 3e    | (1 - 1)                                                                | 37e Coates  | Spectateurs : 10 087 Arbitrage : Manuel Oliveira | Spectateurs : 10 087 Arbitrage : Manuel Oliveira |
| Raul Silva 49e · Esgaio 51e · Goiano 59e                                 | Rapport           | 49e B. Fernandes · 59e Gudelj ·                                        |             | Spectateurs : 10 087 Arbitrage : Manuel Oliveira | Spectateurs : 10 087 Arbitrage : Manuel Oliveira |
| R. Horta · Paulinho · Murilo · Goiano · Dyego Sousa · Claudemir · Ryller | Tirs au but 3 - 4 | Dost · Coates · B. Fernandes · Nani · Raphinha · Ristovski · Jefferson |             | Spectateurs : 10 087 Arbitrage : Manuel Oliveira | Spectateurs : 10 087 Arbitrage : Manuel Oliveira |

### Finale

#### Format
- Elle se déroule le 26 janvier 2019.
- En cas d'égalité à l'issue du match, une séance de tirs au but est disputée[3].

#### Résultat
| 26 janvier 2019                                     | FC Porto          | 1 - 1                                                                                                  | Sporting CP       | Stade municipal de Braga, Braga                |                                                |
|                                                     | Fernando 79e      | (0 - 0)                                                                                                | 90+2e (pen.) Dost | Spectateurs : 25 213 Arbitrage : João Pinheiro | Spectateurs : 25 213 Arbitrage : João Pinheiro |
| Corona 25e · Felipe 45e · Torres 68e · Marega 90+3e | Rapport           | 29e Pinto · 35e Acuña · 45e Nani · 66e Ristovski · 86e Petrović · 90+5e B. Fernandes · 90+6e Ribeiro · |                   | Spectateurs : 25 213 Arbitrage : João Pinheiro | Spectateurs : 25 213 Arbitrage : João Pinheiro |
| Telles · Militão · Hernâni · Felipe                 | Tirs au but 1 - 3 | Dost · Coates · B. Fernandes · Nani                                                                    |                   | Spectateurs : 25 213 Arbitrage : João Pinheiro | Spectateurs : 25 213 Arbitrage : João Pinheiro |

Légende : (PL) = Primera Liga